# Casseneuil
Casseneuil är en kommun i departementet Lot-et-Garonne i regionen Nouvelle-Aquitaine i sydvästra Frankrike. Kommunen ligger i kantonen Cancon som tillhör arrondissementet Villeneuve-sur-Lot. År 2022 hade Casseneuil 2 340 invånare.

## Befolkningsutveckling
Antalet invånare i kommunen Casseneuil
| Referens: INSEE |